# Општина Барканешти (Јаломица)
Барканешти (рум. Bărcăneşti) општина је у Румунији у округу Јаломица.
Oпштина се налази на надморској висини од 46 m.